# Sommet du G8 de 2002
Pour un article plus général, voir Sommet du G8.
Le sommet du G8 2002, 28e réunion du G8, réunissait les dirigeants des 7 pays démocratiques les plus industrialisés et la Russie, ou G8, du  26 au 27 juin 2002, dans la ville canadienne de Kananaskis Village. Ce site isolé et difficile d'accès avait été choisi pour éviter la présence de manifestants,.

## Participants
| Participants au G8            |                       |                   |                      |
| Membre                        | Membre                | Représenté par    | Fonction             |
| Drapeau du Canada             | Canada                | Jean Chrétien     | Premier ministre     |
| Drapeau de la France          | France                | Jacques Chirac    | Président            |
| Drapeau de l'Allemagne        | Allemagne             | Gerhard Schröder  | Chancelier           |
| Drapeau de l'Italie           | Italie                | Silvio Berlusconi | Président du Conseil |
| Drapeau du Japon              | Japon                 | Junichiro Koizumi | Premier ministre     |
| Drapeau du Royaume-Uni        | Royaume-Uni           | Tony Blair        | Premier ministre     |
| Drapeau de la Russie          | Russie                | Vladimir Poutine  | Président            |
| Drapeau des États-Unis        | États-Unis            | George W. Bush    | Président            |
| Drapeau de l’Union européenne | Commission européenne | Romano Prodi      | Président            |